# Challenger of Dallas 2004
Il Challenger of Dallas 2004 è stato un torneo di tennis facente parte della categoria ATP Challenger Series nell'ambito dell'ATP Challenger Series 2004. Il torneo si è giocato a Dallas negli Stati Uniti dal 2 al 7 febbraio 2004 su campi in cemento indoor.

## Vincitori

### Singolare
Sébastien de Chaunac ha battuto in finale  Amer Delić con il punteggio di 6–4, 7–6(3)

### Doppio
Jordan Kerr /  Todd Perry hanno battuto in finale  Rik De Voest /  Eric Taino con il punteggio di 7–5, 6–3